# Эльзава
Эльзава (нем. Elsava) — река в Германии, протекает по Нижней Франконии (земля Бавария).
Образуется Эльзава на территории Меспельбрунна. В верховье река носит название Кальтенбах (Kaltenbach). Площадь бассейна реки составляет 157,75 км². Длина реки — 27,32 км. Высота истока 355 м. Высота устья 116 м.

## Достопримечательности
В долине Эльзавы находится окружённый рвом с водой живописный замок Меспельбрунн. Замок был построен в XV веке, современный вид приобрёл в XVI веке. Из-за удалённости во время многочисленных войн почти не пострадал. Ежегодно его посещают до 100 тысяч туристов.